# 倉敷地域
倉敷地域（くらしき ちいき）は、岡山県倉敷市における行政上の地域区分である。市域の北中部に位置し、市役所の本庁直轄エリアである。倉敷美観地区のある倉敷中心市街地を中枢としており、水島地域・玉島地域・児島地域とともに倉敷市の主要4地域を形成している。
倉敷市内の一地域としての「倉敷」は、当ページで説明しているエリアの他に、当地と水島を合わせた旧倉敷市域を指すことや、他に当地に支所管轄域としては小規模な茶屋町地区・庄地区の両地域を合わせたものを指すこともあるが、市内の「倉敷」としてはおおむね当地をさす事がほとんどである。
また狭義では、旧倉敷町（倉敷村）域を指すこともあり、これについては倉敷町および倉敷地区を参照のこと。
なお、1928年から1967年まで存在した旧倉敷市については「倉敷市#旧倉敷市」参照。

## 概要

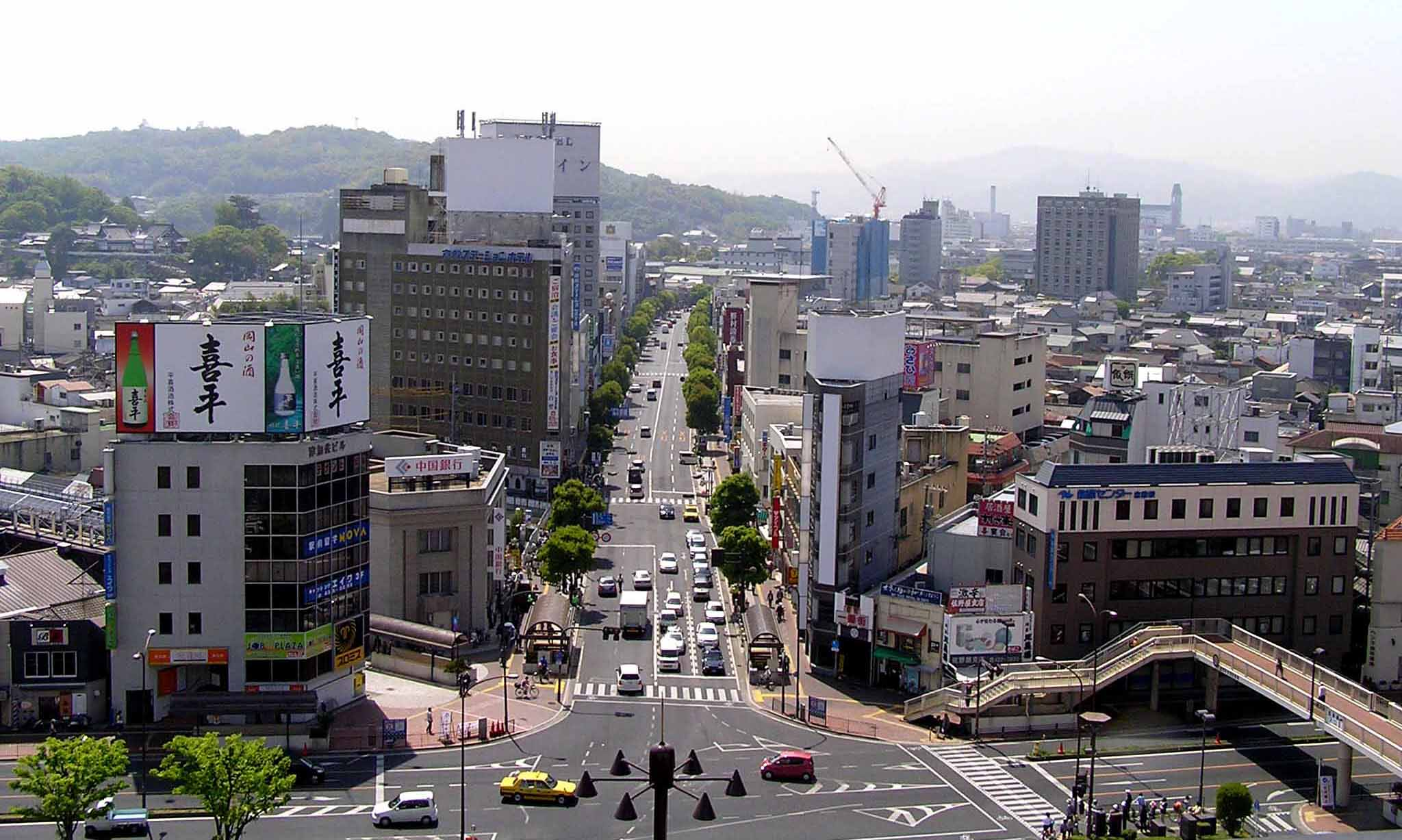
駅前のメインストリート

岡山平野の西部を占める倉敷平野と呼ばれる広大な平地を中心にした地域である。平野の北部には福山丘陵（都窪丘陵）、東部には早島丘陵（帯江丘陵）、南部には児島山塊の北端部や連島山塊、西部は高梁川に囲まれる。中央を東西にJR山陽本線が走り、中央部には鶴形山・加須山丘陵の独立丘があり、そのすぐ北西に倉敷駅がありその南に中心市街地が広がる。
かつては中心市街地に商業が集中し、郊外は古くは綿花、近代ではイグサの栽培が盛んで、加えて果樹や野菜などの近郊型農業も盛んであった。また、かつての綿花栽培に由来する繊維関連や、イグサ加工品などの地場産業が多く見られた。しかし、高度経済成長時代以降のモータリゼーションの発展により郊外に大型幹線道路が整備され、郊外にロードサイド店舗が林立していき、また水島工業地帯や関連企業の立地により、郊外はベッドタウンとして市街化してゆき、農地や地場産業は激減。代わりに第二次産業従事者及び第三次産業従事者が増大した。これに伴い、中心市街地も全盛に比べると大幅に勢力を失った。
中央省庁の出先機関をはじめ、市内の広域行政機能の多くも集中する。

## 沿革

### 歴史
元は吉備の穴海の西部にあたる阿知の海と呼ばれる海域であったが、高梁川の河口部であったため、土砂の堆積作用で徐々に浅くなっていき干潮時には干潟が広がるようになっていた。中世末期に宇喜多秀家家臣の岡氏が指揮して干拓が行われ、倉敷平野の北部が造成されたのを皮切りに、江戸時代まで数度の干拓が行われて現在の平地が生まれた。これにより、島嶼であった児島が陸続きとなった。現在、平地部に多くの用水路が張り巡らされているのは、そのためである。
当地の中心市街地、特に現在倉敷美観地区として観光地となっているあたりは古くは窪屋郡（のち都窪郡）倉敷村と呼ばれ、江戸時代に天領の代官所が置かれた陣屋町、および海に面していた時期は港として、陸地化してからも倉敷川を利用した川港として、物資の集散地として大いに栄えた。多くの豪商が生まれ、現在の白壁の町並みが築かれた。
明治になり廃藩置県が行われると、倉敷代官所の支配地（倉敷支配所）を前身とする倉敷県の県庁所在地となるも、明治4年に統合により小田県（深津県）となり、県庁は倉敷村から移った。さらに同8年には岡山県へ編入となる。
直接的な前身となる旧倉敷市は、昭和2年4月1日、都窪郡倉敷町（初代）・万寿村・大高村の3町村が合併し生まれた、新たな倉敷町が、後に周囲を合併して区域を広げていったものである。
昭和3年4月1日、新たな倉敷町は市制を施行し、倉敷市（初代）となる。これは岡山県内で岡山市に次ぐ2つめの市となった。市役所は前神町（現・中央1丁目北部）に置かれた。続いて同25年9月1日には児島郡粒江村、同26年3月26日には都窪郡帯江村・中庄村・菅生村を、同27年4月1日には都窪郡豊洲村、同28年1月1日には浅口郡西阿知町、同28年6月1日に浅口郡連島町および児島郡福田町（ともに現在の水島地域）を、さらに同29年12月1日に児島郡藤戸町をそれぞれ編入合併していき、順次市域を拡大していった。
そして、昭和42年2月1日に隣接する玉島市・児島市と対等合併して、新たなる倉敷市（現行の倉敷市）を新設した。市役所は当地（旧倉敷市部）に置かれ、玉島・児島の旧役所には支所が設置された（後に現在の水島にも置かれる）。旧倉敷市の内、連島・福田であった地区を除いた区域は、市役所本庁の直轄となり、倉敷市内の一地域として「倉敷」と呼ばれるようになった。
旧市制施行後、中心地となる旧倉敷町域には昭和5年に大原美術館、昭和23年に倉敷民藝館、昭和25年に倉敷考古館など美術・学術関連の文化施設が次々と建設され、また以前から大原孫三郎等による町並み保存・景観整備運動の流れもあったことから、文化都市的要素が多分い包蔵された市勢が根付いていった。これは新・倉敷市へも引き継がれている。

### 年表
- 1584年（天正12年） - 宇喜多秀家が宇喜多堤を築く。その後、八ヵ郷用水が整備される。
- 1871年（明治4年）[西暦年要検証] - 8月29日 窪屋郡倉敷村が成立、倉敷県の県庁所在地となる。
- 1888年（明治21年） - 3月9日 倉敷紡績が創業する。
- 1891年（明治24年） - 4月25日 山陽鉄道・倉敷駅開業。6月16日 町制施行し倉敷町となる。
- 1900年（明治33年） - 4月1日 窪屋郡と都宇郡が合併し、都窪郡となる。
- 1907年（明治40年） - 高梁川の東西派川の統合・改修工事に着手する。
- 1923年（大正12年） - 6月2日 倉紡中央病院が開業する。
- 1925年（大正14年） - 4月 高梁川改修工事が竣工する。
- 1928年（昭和3年） - 4月1日 市制施行し、岡山県で2番目となる市である倉敷市（初代）となる。
- 1930年（昭和5年） - 11月5日 大原美術館が設立される。
- 1960年（昭和35年） - 6月 市庁舎本館が竣工。
- 1997年（平成9年） - 7月18日 倉敷チボリ公園開園（2008年（平成20年）12月31日閉園）。

## 地勢
- 平地 - 岡山平野、児島半島
- 河川
  - 一級河川 - 高梁川
  - 二級河川 - 倉敷川、吉岡川、六間川
- 山岳 - 鶴形山、向山、足高山、片島山、種松山（258.4m）、八幡山（138.6m）、大山（145.0m）

隣接する地域、自治体
- 北：総社市（清音・山手）
- 西：倉敷市船穂地区
- 東：倉敷市庄地区・茶屋町地区、早島町、岡山市南区（興除地域・灘崎地域）
- 南：倉敷市水島地域・児島地域

## 経済

### 工業
西阿知地区に小規模ながら工業団地がある。その他地域内に大小の工場が点在している。代表的な物にクラレ、中国化工、丸五ゴムなど。また、クラボウの創業地であり、現在も登記上では倉敷市本町に本店を置いている。

### 農業
古来は海だった地を新田開発のために干拓され平地化した土地であるため、かつては米をはじめとする農業は盛んだったが、現在は宅地化・市街地化が進行し農地は大幅に減少している。しかし、市街でも田畑はところどころ点在しており、郊外ではまだ田畑も多く、米・野菜を中心に農業は行われている。しかし、市内の他地域や他自治体と比べると産業としての農業は脆弱である。

### 商業
主な商業施設
- 天満屋倉敷店
- イオンモール倉敷
- アリオ倉敷
- 三井アウトレットパーク倉敷
- あちてらす倉敷
- ゆめタウン倉敷

## 地区
一部重複している地区がある。なお小・中学校の学区および旧町村域とは必ずしも一致しない。

### 中部
倉敷駅周辺部
阿知・鶴形・昭和・川西町・寿町・北浜町・日ノ出町・石見町など
倉敷美観地区周辺
中央・本町・東町・船倉町など
美和
美和・幸町・大島南部・東町東部・羽島北部・向山など
倉敷警察署や岡山県備中県民局など官公庁が多く立地する官庁街的な地区。他にも倉敷郵便局や倉敷中央病院など医療機関や公的機関が多く、少し南側には倉敷市民会館もある。
市役所周辺部
西中新田東部・笹沖の一部（北部）・新田の一部（北部）など
国道2号岡山バイパスと倉敷駅周辺・美観地区周辺の中間地域にあたり、主要幹線道路も整備されていることから、郊外型のロードサイド店舗が多く立地。
万寿
浜ノ茶屋・浜町・大島・福島・平田・寿町・北浜町・日ノ出町（大内・川入）など
老松
老松・川西町・稲荷町・南町・白楽町・田ノ上・田ノ上新町・日吉町・石見町など

### 南部
葦高
笹沖・吉岡・堀南・浦田
笹沖
新田
新田が該当。なお、新田中学校区を指す場合は、上記の葦高と後述の粒江も含まれる。
粒江
粒江・粒浦・東粒浦・八軒屋など

### 南西部
大高
沖・沖新町・西中新田・四十瀬・福井・東富井・西富井・上富井など

### 西部
西阿知
西阿知町・片島町
中島
中島

### 北西部
中洲
酒津・水江・八王子町・安江など
大型幹線道路の整備とイオンモール倉敷が立地することにより幹線道路沿いにロードサイド店が多く立地するようになった。
大内
大内・川入付近
上記地区の東側に位置し、同様の特徴を持つ。

### 北部
菅生
青江・祐安・宮前・西岡・浅原・西坂・生坂・三田

### 北東部
中庄
中庄・鳥羽・徳芳・黒崎など
新興住宅が多い一方、中庄駅を中心に庄・菅生地区に広がる新興市街地が形成されている。

### 東部
帯江
羽島南部・二日市・加須山・有城・亀山・帯高など
藤戸
藤戸町
豊洲
中帯江・五日市・西田・早高・高須賀
中学校区域が同じ事から、茶屋町と同じ地域とされる場合もある。

## 行政

### 市の機関
- 倉敷市役所
  - 倉敷駅前連絡所
  - 水江市民サービスコーナー
  - 西阿知市民サービスコーナー（旧西阿知出張所）
  - 藤戸市民サービスコーナー（旧藤戸出張所）
- 倉敷市保健所
- 倉敷市消防局・倉敷消防署

### 県の機関
- 岡山県備中県民局本庁舎
- 岡山県備中保健所
- 岡山県倉敷警察署

### 国の機関
法務省
- 倉敷法務合同庁舎
  - 岡山地方検察庁倉敷支部・倉敷区検察庁
  - 岡山地方法務局倉敷支局

財務省
- 広島国税局倉敷税務署

厚生労働省
- 岡山労働局
  - 倉敷労働基準監督署
  - 倉敷中央公共職業安定所

国土交通省
- 中国地方整備局岡山河川事務所高梁川出張所

防衛省
- 自衛隊岡山地方協力本部倉敷地域事務所

司法機関
- 岡山地方裁判所倉敷支部・岡山家庭裁判所倉敷支部・倉敷簡易裁判所

## 交通

### 鉄道
- 西日本旅客鉄道
  - 山陽本線：中庄駅 - 倉敷駅 - 西阿知駅
  - 伯備線：倉敷駅
- 水島臨海鉄道
  - 水島本線：倉敷市駅 - 球場前駅 - 西富井駅 - 福井駅

### 道路
- 山陽自動車道：倉敷ジャンクション - 倉敷インターチェンジ
- 瀬戸中央自動車道：粒江パーキングエリア
- 国道429号（旧国道2号）
- 国道2号岡山バイパス・玉島バイパス

## 教育

### 大学
私立
- 岡山学院大学
- 川崎医科大学
- 川崎医療福祉大学

### 短期大学
私立
- 川崎医療短期大学
- 岡山短期大学

### 高等学校
公立
全日制
- 岡山県立倉敷青陵高等学校
- 岡山県立倉敷南高等学校
- 岡山県立倉敷中央高等学校
- 岡山県立倉敷工業高等学校
- 岡山県立水島工業高等学校
- 岡山県立倉敷商業高等学校

定時制
- 倉敷市立工業高等学校
- 倉敷市立精思高等学校

私立
- 倉敷高等学校
- 川崎医科大学附属高等学校
- 倉敷翠松高等学校

### 中高一貫校
公立
- 岡山県立倉敷天城中学校・高等学校

私立
- 清心中学校・清心女子高等学校

### 中学校
- 倉敷市立東中学校
- 倉敷市立西中学校
- 倉敷市立南中学校
- 倉敷市立北中学校
- 倉敷市立多津美中学校
- 倉敷市立新田中学校
- 倉敷市立東陽中学校
- 倉敷市立庄中学校
- 倉敷市立倉敷第一中学校

### 小学校
- 倉敷市立倉敷東小学校
- 倉敷市立倉敷西小学校
- 倉敷市立老松小学校
- 倉敷市立万寿小学校
- 倉敷市立万寿東小学校
- 倉敷市立大高小学校
- 倉敷市立葦高小学校
- 倉敷市立倉敷南小学校
- 倉敷市立中洲小学校
- 倉敷市立中島小学校
- 倉敷市立粒江小学校
- 倉敷市立中庄小学校
- 倉敷市立帯江小学校
- 倉敷市立菅生小学校
- 倉敷市立豊洲小学校
- 倉敷市立庄小学校
- 倉敷市立茶屋町小学校
- 倉敷市立西阿知小学校
- 倉敷市立天城小学校

### 特別支援学校
- 倉敷市立倉敷支援学校

## 観光

### 観光地
- 倉敷美観地区
- 酒津公園
- 藤戸寺

### 伝統工芸品等
- 酒津焼
- 羽島焼
- 日本刀 - 備中刀（青江派）
- 帆布
- 竹集成材
- 張り子虎
- ござ
- 蒲鉾・竹輪

名物・銘菓・郷土料理
- ぶっかけうどん
- ふなめし
- 倉敷バーガー
- 倉敷ラーメン
- むらすずめ
- 藤戸饅頭